# 손석태
손석태(孫錫太, 1945년 8월 26일~)는 대한민국의 신학자이자 개신대학원대학교에서 총장을 역임하고 2010년에는 은퇴하고 현재 명예총장이다. 한국복음주의구약신학회 회장, 개혁신학회 회장, 한국복음주의신학대학협의회 회장, 그리고 한국복음주의신학회 부회장을 역임했다. 미국 웨스트민스터 신학교의 트렘퍼 롱맨(Tremper Longman III), 유명한 구약교수 레이몬드 딜라드(Reymond Dillard), 그리고 신약의 리차드 게핀(Richard Gaffin), 베른 포이트레스(Vern Poythress), 모세 실바(Moses Silver)와 같은 교수들의 그의 스승이며, 뉴욕대학교의 멘토인 바룩 레빈(B.A. Levine) 교수가 그의 지도교수이다.

## 학력
- 2010 미국 Knox Theological Seminary(DD)
- 1986 미국 New York University(PhD)
- 1982 미국 Westminster Theological Seminary (MAR, MDiv)
- 1969 고려대학교 토목공학과(BE)

## 교역경력
- 1969-1975 사단법인 기독대학인회(Evangelical Students Fellowship)간사
- 1984.4.14. 대한예수교장로회 뉴욕노회 목사 안수
- 1986-2014 새안암교회, 협동목사
- 2002-2006 사단법인 기독대학인회 이사장
- 2017-  새빛교회 담임목사

## 교원 및 학회 활동 경력
- 1986-1990 아세아연합신학대학교 구약학 교수
- 1991-2002 개혁신학연구원 구약학 교수, 원장
- 2001-2006 한국복음주의구약학회 회장
- 2001-2010 대한성서고고학회 부회장
- 2003-2006 개혁신학회 회장
- 2006-2007 한국복음주의신학대학협의회 회장
- 2006-2010 한국복음주의신학회 부회장
- 2003-현재 개신대학원대학교 구약학 교수, 총장, 명예총장, 미국복음주의학회(ETS), 미* 국성서학회(SBL), 영국틴데일휄로우십(TF), 아시아신학협회(ATA)의 회원

## 학위논문
- "Divine Election of Israel." PhD Dissertation: New York University, 1991.

## 저서
- His Touch on the Mouths: New Perspective on the Baptism of the Holy Spirit. Eugene, Oregon: Wipf & Stock, 2018.
- 『말씀과 구속사』, 개정제3판. 서울:ESP. 2017
- 『성령세례 다시 해석한다』, 서울:CLC, 2016.
- 『말씀과 성령』, 서울:CLC, 2013.
- 『성경을 바로 알자』, 서울:CLC, 2012.
- 『말씀과 구속사』, RTS, 2010.
- 『성서주석 여호수아』, 서울:대한기독교서회, 2007.
- 『목회를 위한 구약신학』, 서울:기독교문서선교회, 2007.
- 『출애굽기 강의』, 서울:ESP, 2005.
- The Husband of Israel. Eugene: Wipf & Stock, 2002.
- 『요엘서강의』, 서울:ESP, 2001.
- 『여호와, 이스라엘의 남편』, 서울:솔로몬, 1997.
- 『창세기 강의』. 서울:성광문화사, 1993.
- 『이스라엘의 선민 사상』, 서울:성광문화사, 1991.
- Divine Election of Israel. Grand Rapids: Eerdmans, 1991.

## 역서
- 할러데이,『구약성경의 간추린 히브리어-아람어 사전』, 솔로몬, 1999.

## 학술논문
- "아브라함 안에서" 『개신논집』 19 (2019), 5-21.
- “만인 선지자" 『개신논집』 18 (2018), 5-36.
- “여자의 후손" 『개신논집』 17 (2017), 5-44.
- “성경공부를 통한 교회의 활성화 방안" 『개신논집』 16 (2016). 5-32.
- “옛 언약과 새 언약" 『개신논집』 15 (2015), 5-33.
- “창세기에 나타난 언약사상의 기원과 배경" 『개신논집』 14 (2014), 1-22.
- “성경의 중심 주제로서의 '관계'" 『개신논집』 13 (2013), 1-22.
- “관계'관점에서 본 이스라엘의 역사" 『개신논집』 12(2012), 1-31.
- “성령의 은사" 『개신논집』 11 (2011), 1-21.
- “오순절 성령세례 다시 생각한다" 『개신논집』 10(2011), 11-50.
- “목회자의 정년은?" 『개신논집』 9 (2009), 57-61.
- “칼빈의 성경해석" 『개신논집』 9 (2009), 1-39.
- “여호사밧의 부흥운동" 『개신논집』 8 (2008), 1-26.
- “선지자의 리더쉽" 『개신논집』 7 (2007), 1-32.
- “여호와, 이스라엘의 왕" 『개신논집』 6 (2006), 1-45.
- “여호와, 이스라엘의 전사" 『개신논집』 5 (2005), 11-48.
- “여호와, 이스라엘의 아버지" 『개신논집』 4 (2004), 1-47.
- “시편 1편의 구조와 해석" 『개혁신학』 3 (2002), 83-100.
- " 'I Will Be Your God and You Will Be My People': The Origin and Background of the Covenant Formula." Ki Baruch Hu: Ancient Near Eastern, Biblical, and Judaic Studies in Honor of Baruch Levine. eds. R. Chazan, W. W. Hallo, and L. H. Schiffman. Winona Lake: Eisenbrauns, 1999.of Biblical Imagery. Contributor. eds. R. Ryken, J.C. Wilhoit, T. Longman,Downers Grove: IVP, 1998.
- “여호와, 이스라엘의 목자" 『개혁신학』 2 (1995) 1-37.
- “성경의 계약공식: 그 기원과 배경" 『개혁신학』 1(1994) 24-47.

## 같이 보기
- 개신대학원대학교
- 한국복음주의신학회
- 한국복음주의구약학회
- 개혁신학회
- 한국의 신학자 목록
- 개혁신학자